# Marek Konwa
Marek Konwa (nascido em 11 de março de 1990) é um ciclista polonês, especialista em cross-country de mountain bike. Competiu representando seu país, Polônia, nos Jogos Olímpicos de Verão de 2012 em Londres, onde terminou em décimo sexto.